# Michael Chiklis
Michael Charles Chiklis (ur. 30 sierpnia 1963 w Lowell) – amerykański aktor, muzyk, reżyser i producent telewizyjny. Zdobywca Nagrody Emmy i Złotego Globu.

## Życiorys
Urodził się w Lowell w Massachusetts jako syn Katherine (z domu Vousboukis), asystentki administracyjnej szpitala, i Charliego Chiklisa, właściciela salonu fryzjersko–kosmetycznego. Jego matka miała korzenie greckie, angielskie i irlandzkie, a ojciec był pochodzenia greckiego. Wychował się w Andover. Kiedy miał 5 lat zaczął zabawiać swoją rodzinę imitacją celebrytów. Jako dziecko Chiklis występował w regionalnych produkcjach teatralnych i w wieku 13 lat został członkiem Actors’ Equity Association. W 1976 wystąpił w Merrimack Repertory Theatre w Lowell w sztuce Romeo i Julia. W dziewiątej klasie Andover High School wcielił się w postać Hawkeye Pierce’a w przedstawieniu M*A*S*H. Ukończył College of Fine Arts na Uniwersytecie Bostońskim z tytułem licencjata sztuki.
W 1989 wystąpił gościnnie w serialach, w tym Policjanci z Miami, Cwaniak (Wiseguy) i B.L. Stryker. Swoją przygodę z kinowym ekranem rozpoczął od roli aktora i komika Johna Belushiego w komediodramacie biograficznym Larry’ego Peerce’a Wired (1989) na podstawie powieści Boba Woodwarda. Rozpoznawalność przyniosła mu rola komisarza policji Tony’ego Scaliego w serialu policyjnym ABC The Commish (1991–1996). W 1997 trafił na Broadway w monodramie Defending the Caveman. Za telewizyjną rolę detektywa Victora „Vica” Samuela Mackeya w serialu kryminalnym FX Networks The Shield: Świat glin (2002–2008) otrzymał nagrodę Emmy, Złoty Glob dla najlepszego aktora w serialu dramatycznym i Nagrodę Satelity. W Fantastycznej Czwórce (2005) wystąpił jako Ben Grimm / Stwór.
21 czerwca 1992 ożenił się z Michelle Morán, z którą ma dwie córki, Autumn (ur. 9 października 1993) i Odessę (ur. 1999). Chiklis płynnie mówi po angielsku, grecku i hiszpańsku.

## Nagrody
| Rok  | Nagroda          | Kategoria                              | Tytuł                  |
| ---- | ---------------- | -------------------------------------- | ---------------------- |
| 2002 | Nagroda Emmy     | Najlepszy aktor w serialu dramatycznym | The Shield: Świat glin |
| 2003 | Złoty Glob       | Najlepszy aktor w serialu dramatycznym | The Shield: Świat glin |
| 2004 | Nagroda Satelita | Najlepszy aktor w serialu dramatycznym | The Shield: Świat glin |

## Filmografia

### Aktor
- Prawnicy z Miasta Aniołów (L.A. Law, 1986–1994) jako Jimmy Hoffs
- Murphy Brown (1988–1998) jako Tony Rocket
- Policjanci z Miami (Miami Vice, 1989) jako NYPD Detektyw Jeffrey Whitehead
- Wired (1989) jako John Belushi
- B.L. Stryker (1989–1990)
- Deszczowy zabójca (The Rain Killer, 1990) jako Reese
- The Commish (1991–1995) jako komisarz Anthony 'Tony' J. Scali
- Dotyk anioła (Touched by an Angel, 1994–2003) jako Matt Colletti
- Nixon (1995) jako reżyser telewizyjny
- The Commish: In the Shadow of the Gallows (1995) jako Tony Scali
- Żołnierz (Soldier, 1998) jako Jimmy Pig
- Ciało i dusza (Body and Soul, 1998) jako Tiny
- The Last Request (1999) jako ofiara
- Carlo's Wake (1999) jako Marco
- Niemy świadek (Do Not Disturb, 1999) jako Rudolph Richmond
- Poborca (The Taxman, 1999) jako Andre Rubakov
- The Three Stooges (2000) jako Jerome 'Curly' Howard
- Daddio (2000) jako Chris Woods
- Heavy Gear: The Animated Series (2001–2002) jako porucznik Jan Augusta (głos)
- Świat gliniarzy (The Shield, 2002–2008) jako Vic Mackey
- Fantastyczna Czwórka (Fantastic Four, 2005) jako Ben Grimm/Rzecz
- Fantastyczna Czwórka: Narodziny Srebrnego Surfera (Fantastic Four: Rise of the Silver Surfer, 2007) jako Ben Grimm/Rzecz
- Rise: Blood Hunter (2007) jako Rawlins
- Vegas (2012–) jako Vincent Savino

#### Głosu użyczył
- Głowa rodziny (Family Guy, 1999) jako Wielki Gruby Paulie/facet z Bronksu/członek załogi/mechanik/Henessy
- Spirited Away: W krainie bogów (Sen to Chihiro no kamikakushi, 2001) jako Akio Ogino, tata Chihiro
- Przygody Tomcio Palucha i Calineczki (The Adventures of Tom Thumb and Thumbelina, 2002) jako Roman/King Webster

#### Jako on sam
- The Curse of the Bambino (2003)
- 100 Years of Hope and Humor (2003)
- Reverse of the Curse of the Bambino (2004)

### Reżyser, producent
- Świat gliniarzy (The Shield, 2002)